# Delia antiqua
Delia antiqua, vulgarmente conocida como mosca de la cebolla o gusano de la cebolla, es un insecto díptero muscoideo de la familia de los Anthomyiidae.

## Morfología
Los individuos adultos alcanzan una talla de entre 4,5 a 6 milímetros de largo, detentando, en tórax y abdomen, una tonalidad cromática gris verdosa. En el área del tórax se observan cuatro bandas de color gris oscuro, que resultan poco visibles si no se presta la suficiente atención. Sus alas son transparentes y sin manchas, como en la gran mayoría de las moscas. Su abdomen es angosto y menos extenso en su longitud que el tórax, con una línea oscura (de idéntica tonalidad que las presentes en el tórax) en la zona dorsal. La larva es de alrededor de 10 milímetros de largo y de color blanquecino.

## Ciclo biológico
El ciclo de vida de Delia antiqua no presenta grandes diferencias con el de Delia platura. Abandonando la fase larvaria, inverna en el estadio de pupa. Los adultos emergen a fines del período invernal; inmediatamente, comienzan a reproducirse y desovar. Las larvas nacidas de esos huevecillos, inician su actividad destructiva sobre los plantines de cebolla a comienzos de la primavera.

## Daños a la producción agrícola
Las larvas de Delia antiqua ingresan en el vegetal y realizan su ataque en las semillas, bulbos y tallos, de los que se alimentan, provocando horadaciones y en gran cantidad de casos la muerte de la planta.